# Соборна площа (Біла Церква)
Соборна площа (у просторіччі Площа Волі) — центральна площа у місті Біла Церква. Розташована на перехресті Олександрійського бульвару, вулиці Ярослава Мудрого та проспекту Князя Володимира.

## Історія
Назву площа Волі отримала через присягу 15 січня 1654 року на вірність Москві і схваленню частиною білоцерківців Березневих статей. Дійство проходило в присутності уповноваженого московського посольства — стольника Л. Лопухіна та піддячого Я. Портомоїна. Переважна більшість мешканців не прийшла на майдан. Присягу склали лише 38 шляхтичів, 120 міщан і 991 козак, тоді як на території Білоцерківському полку проживало 6768 осіб: 82 шляхтичі, 3638 міщан та 3048 козаків. Таким чином присягу склала переважна меншість населення Білої Церкви.. Про цю подію свідчить пам'ятна дошка на будинку районної ради.

Меморіальну дошку так званим Березневим статтям демонтовано.

## Цікаві факти
- На пам'ятній дошці на честь складення присяги Москві зображено герб з однією стрілою, тоді як на гербі Білої Церкви три стріли. Все це пов'язано з пізнішою зміною радянського гербу міста, так як три стріли нагадували український тризуб.[3]